# 코시 함수 방정식
코시 함수 방정식은 코시에 의해 제안된 것으로 알려진 다음 네 가지 형태의 함수방정식을 말한다.
1. {\displaystyle f(x)}가 {\displaystyle f(x+y)=f(x)+f(y)}를 만족하면 {\displaystyle f(x)=kx}(단, k는 상수)이다.[1]

## 증명
우선 {\displaystyle f(x)}는 임의의 실수 {\displaystyle a}, {\displaystyle b}에 대해 구간 {\displaystyle [a,b]}에서 유계임을 대전제로 갖는다.
위의 식을 만족하는 {\displaystyle f(x)}에 대해서는 {\displaystyle f(nx)=nf(x)} 가 성립한다.(n은 정수)
{\displaystyle f(nx+x)=f(nx)+f(x)}(n은 정수)의 식을 이용하여 수학적 귀납법을 이용하면 위와 같은 결과가 나온다.
{\displaystyle f(x)}가 {\displaystyle [a,b]}에서 아래로 유계이고 {\displaystyle b-a=d} 라 가정하고 {\displaystyle g(x)}라는 함수를 새롭게 정의하자.
```

  

    

      

        
g

        
(

        
x

        
)

        
=

        
f

        
(

        
x

        
)

        
−

        
(

        
f

        
(

        
d

        
)

        

          
/

        

        
d

        
)

        
x

      

    

    
{\displaystyle g(x)=f(x)-(f(d)/d)x}

  

```

이 때, 원식을 이용하면 {\displaystyle g(x+y)=g(x)+g(y)}임을 확인할 수 있다.
y에 d를 대입하게 되면 {\displaystyle g(x+d)=g(x)}이라는 식을 얻게 되어 {\displaystyle g(x)}가 주기가 {\displaystyle d}인 주기함수임을 알 수 있게 된다.
{\displaystyle f(x)}와 {\displaystyle -(f(d)/d)x}가 일정구간 안에서 무조건 아래로 유계이므로 {\displaystyle g(x)} 또한 유계이다.
그리고 위에서 밝혔듯이 {\displaystyle g(x)}는 주기함수이기 때문에 {\displaystyle g(x)}는 실수전체에서 유계이다.
0이 아닌 실수 m이 존재한다고 가정하자. 그러면 g(x)도 f(x)와 동일한 함수방정식을 만족하므로 자연수 n에 대해 g(nm)=ng(m)이다. 그렇다면 n을 충분히 크거나 작은 수로 설정하면 무한히 크거나 작은 수를 만들 수 있고, 이는 g(x)가 실수전체에서 유계라는 가정에 모순이다. 그러므로 g(m)이 0이 아닌 m은 존재할 수 없고 모든 실수에 대해 g(x)=0이다. 따라서 f(x)=(f(d)/d)x가 성립한다. f(d)/d=k라고 설정하면 f(x)=kx가 성립한다.
1. {\displaystyle f(x)}가 {\displaystyle f(x+y)=f(x)\times f(y)}를 만족하면 {\displaystyle f(x)=a^{x}}(단, a는 양의 실수)이다.[1]
2. {\displaystyle f(x)}가 {\displaystyle f(xy)=f(x)+f(y)}를 만족하면 {\displaystyle f(x)=log_{a}x}(단, {\displaystyle a>0,a\neq 1}인 실수)이다.[1]
3. {\displaystyle f(x)}가 {\displaystyle f(xy)=f(x)\times f(y)}를 만족하면 {\displaystyle f(x)=x^{n}}(단, n는 실수)이다.[1]

선택 공리가 참이라면 상수배함수가 아닌 해가 존재한다.

## 같이 보기
- 가법성